# ناحیه ورنن، شهرستان ایزابلا، میشیگان
ناحیه ورنن، شهرستان ایزابلا، میشیگان (به انگلیسی: Vernon Township, Isabella County, Michigan) یک سکونتگاه مسکونی در ایالات متحده آمریکا است که در شهرستان ایزابلا، میشیگان واقع شده‌است.

## خصوصیات
ناحیه ورنن ۹۲٫۴ کیلومترمربع مساحت و ۱٬۳۴۲ نفر جمعیت دارد و ۲۶۰ متر بالاتر از سطح دریا واقع شده‌است.